# (4740) Veniamina
(4740) Veniamina es un asteroide perteneciente al cinturón de asteroides, descubierto el 22 de octubre de 1985 por la astrónoma ucraniana Liudmila Zhuravliova desde el Observatorio Astrofísico de Crimea (República de Crimea).

## Designación y nombre
Designado provisionalmente como 1985 UV4. Fue nombrado Veniamina en homenaje a "Veniamin Vasílievich Somov", hermano de la descubridora.

## Características orbitales
Veniamina está situado a una distancia media del Sol de 2,714 ua, pudiendo alejarse hasta 3,289 ua y acercarse hasta 2,140 ua. Su excentricidad es 0,211 y la inclinación orbital 8,012 grados. Emplea 1633 días en completar una órbita alrededor del Sol.

## Características físicas
La magnitud absoluta de Veniamina es 13,4. Tiene 11,353 km de diámetro y su albedo se estima en 0,079.